# Distretto di Aranyaprathet
Il distretto di Aranyaprathet (in thailandese: อรัญประเทศ) è un distretto (amphoe) della Thailandia, situato nella provincia di Sa Kaeo.